# Dubbilex
Dubbilex es un personaje de ficción, publicado por la editorial DC Comics, conocido por ser relacionado con las historias de Superman, aunque en la etapa Post-Crisis, fue un personaje clave en el denominado Proyecto CADMUS, el mismo que contribuyó a crear al clon de Superman conocido como Conner Kent, alias Superboy. Además, este personaje debutó en las páginas de Superman's Pal Jimmy Olsen Vol. 1 #136 (marzo de 1971), y fue creado por Jack Kirby. Su nombre tiene un origen a partir de un juego de palabras, tomado de la forma y la estructura de doble hélice del ADN.

## Biografía del personaje Ficticio

### Etapa Pre-Crisis
Dubbilex comenzó su vida como una creación artificial realizada por el profesor Dabney Donovan en las mencionadas páginas del cómic Superman's Pal Jimmy Olsen, historieta perteneciente a la familia de series sobre Superman. Él es el resultado de la combinación de ADN alienígena con ADN humano, específicamente tomado de un humano clonado, cuya combinación de dicho ADN modificado permitió crear a una criatura con apariencia alienígena y con habilidades paranormales, y que Dubbilex en este caso, adquirió la facultad para interactuar con habilidades telepáticas y telequinéticas.

### Etapa Post-Crisis
Luego de haber hecho su debut en las páginas del mencionado cómic Superman's Pal Jimmy Olsen, volvería a ser un personaje recurrente en la etapa post-crisis, justamente regresaría en las páginas de Superman Anual (Segunda serie) #2, allí se hizo un breve recorrido por los orígenes de Dubbilex, por el cual, se respetó los orígenes pre-Crisis: Por ejemplo, como ser creado por el profesor Dabney Donovan a partir de ADN Alienígena. Sin embargo, sería parte fundamental en los Laboratorios del Proyecto CADMUS, donde prestaría de ahí en adelante sus servicios. Con el tiempo, se convertiría en un importante aliado del hombre de acero, y es aceptado como uno de los metahumanos que formaron parte de la guardia de honor durante el funeral de Superman.
Entre tanto, se convirtió en un personaje clave en el proyecto de clonación de Superman, siendo muy cercano a Superboy (Conner Kent), ya que este ayudó a la creación del mismo, al proporcionar impresiones mentales que había obtenido de sus encuentros anteriores con Superman para que pudiese proporcionar a Superboy "recuerdos implantados" del hombre de acero debido a la ausencia breve del Superman real, y que se manifestó durante la historia del Reinado de los Supermanes. Una vez que Kon-El (Conner Kent) dejó los laboratorios CADMUS establecidos en Hawái, Dubbilex le acompañaría para informarle de su estado a Cadmus. Aunque la relación con Superboy empezó algo complicada, se hicieron muy buenos amigos. Superboy le enseñó a Dubbilex muchas cosas interesantes del mundo moderno, mientras que Dubbilex representó a Superboy como acudiente en una "Noche de Padres" junto a los nuevos compañeros de Superboy: Robin (Tim Drake), que estaba junto a Impulse (Bart Allen) y que se encontraban bajo el acompañamiento de Nightwing, Bonnie King la antigua Lady Arrowette que supervisó a su pupila, Arrowette y Helena Sandsmark con la Segunda Wonder Girl (Cassandra Sandsmark) cuando formaron el equipo Young Justice.
Dubbilex se ganaría más adelante muchos amigos mientras se encontraba supervisando la sede de CADMUS en Hawái. Como al agente Rex Leech y su hija, Roxy Leech, así como a la reportera de televisión Tana Moon y al perrito cachorro blanco de Bibbo Bibbowski, llamado Krypto. Superboy y la mayoría de estas personas terminarían operando en una casa pequeña y apartada de la isla. Dubbilex también ayudaría a descubrir la naturaleza de la supervillana conocida como Knockout, mientras que esta superpoderosa fue el primer intento por ser un interés amoroso de Superboy, justamente se le presentó la oportunidad para estudiarla, sin embargo, descubrió algo turbio sobre ella, debido a que percibió telepáticamente que la supervillana estuvo luchando en reiteradas oasiones contra otros villanos, y allí se reveló que, a través de los poderes de Dubbilex, ella mató a un oficial de policía inocente, debido a que este se encontraba en su camino, algo que resultó desconcertante para Superboy, luego de que este se enterase sobre este suceso.
Una vez que Superboy regresó a CADMUS, Dubbilex le siguió, y este se convirtió en Jefe de Genética. Debido al reciente fallecimiento de Tana Moon, Superboy vivió culpandose asimismo de su muerte, Dubbilex le ayudaría a encontrar la paz al retirarse, este le enseñó una lección importante de parte de un monje, en el que Superboy necesitaba seguir adelante con su vida sin su guía. Después de que Superboy abandonase el Proyecto CADMUS, Dubbilex pasaría a segundo plano como personaje.

#### Pre-Crisis Final:Cuenta Atrás(2007)
Dubbilex, al igual que el resto del equipo del Proyecto CADMUS, volverían a aparecer en las páginas del evento conocido como Cuenta Atrás (septiembre del 2007), en un intento por ayudar a Jimmy Olsen con sus nuevos superpoderes recientemente adquiridos.

#### Codename: Assassin
Durante los eventos conocidos como Nuevo Krypton, Dubbilex aparentemente murió debido a las heridas fatales que sufrió por parte del supervillano conocido como, Codename: Assassin. Este asesino, intentó eliminarle debido a su afiliación a la verdad sobre los experimentos de clonación del Proyecto CADMUS. A pesar de recibir un disparo en la cabeza, su fisiología única le permitió sobrevivir lo suficiente como para hacer que Jimmy Olsen lo pudiese encontrar y pudiese descubrir la verdad sobre los acontecimientos recientes. En sus últimas palabras, le pidió a Jimmy que lo considerara un ser humano en vez de ser una criatura creada por la ciencia. Olsen llega a creer que Dubbilex fue asesinado como parte de una conspiración para poder destruir a Superman y a todos los demás kryptonianos, como los recientemente agrandados ciudadanos de la ciudad embotellada de Kandor. Más tarde, se pudo demostrar que esto era correcto; Como Assassin era un mercenario contratado por Lex Luthor en colaboración con el general Sam Lane, que estaban trabajando juntos ya que se convirtieron en enemigos declarados de los Kryptonianos que recientemente fueron liberados de la ciudad embotellada.
Dubbilex (o lo que posiblemente sería un clon de él), hizo su reaparición y regresaría a la batalla al lado de Supergirl.

### Los Nuevos 52/DC Renacimiento
Recientemente, con el reboot de la continuidad, tuvo una breve aparición con el Proyecto CADMUS en la serie OMAC. Su segunda aparición, fue en las páginas de Dark Days: The Casting, en el evento conocido como Dark Nights: Metal.

## Poderes y habilidades
Dubbilex posee habilidades psíquicas, telequinéticas y telepáticas. También es capaz de crear explosiones cerebrales, que pueden crear una cantidad extrema de dolor de cabeza de cualquier enemigo.

## Apariciones en otros medios

### Televisión
- Dubbilex aparece por primera vez en el episodio de Young Justice, en el primer episodio de la serie, titulado "Independence Day" Pt. 1 Además, también aparece como miembro del Proyecto CADMUS.[16]